# Jüdischer Friedhof (Reifferscheid)
Der Jüdische Friedhof Reifferscheid lag im Ortsteil Reifferscheid der Gemeinde Hellenthal im Kreis Euskirchen in Nordrhein-Westfalen.
Ein Belegungszeitraum des jüdischen Friedhofes ist nicht mehr bekannt, da keine Grabsteine (Mazewot) mehr vorhanden sind. Schon um 1950 war nichts mehr von dem Begräbnisplatz zu sehen, der am Judenberg gelegen haben muss.